# Lasioglossum alachuense
Lasioglossum alachuense är en biart som först beskrevs av Mitchell 1960.  Lasioglossum alachuense ingår i släktet smalbin, och familjen vägbin. Inga underarter finns listade i Catalogue of Life.